# Настя Рибка
На́стя Рибка (рос. Настя Рыбка, справжнє ім'я — Анастасія Вашукевич; нар. 27 лютого 1990, Бобруйськ) — білоруська ескорт-модель, порноакторка під псевдонімом Nastya Rybka, блогерка та письменниця. Стала відомою у лютому 2018 після публікації розслідування Олексія Навального та Фонду боротьби з корупцією. Розслідування базувалося на її записах в Instagram і книзі «Дневник по соблазнению миллиардера», де описується зустріч олігарха Олега Дерипаски і заступника голови уряду Російської Федерації Сергія Приходька під час спільної триденної подорожі в Норвегії в серпні 2016 на яхті, яка належить Дерипасці. Скандал отримав широке висвітлення у світових і російських ЗМІ.
26 лютого 2018 Вашукевич та її «тренера» Алекса Леслі затримала поліція в Таїланді. А вже 27 лютого вона попрохала про політичний притулок у США в обмін на інформацію щодо втручання Росії у вибори у США.

## Біографія
Народилася 27 лютого 1990 в Бобруйську (за іншими даними, 27 лютого 1997 року). Про цю версію вона пише в своїй книзі про події 2016 року: «[співробітник модельного агентства] запросив на зустріч із помічницею олігарха, яка підбирала моделей для «богемної» тусовки. Потрібні дівчата до 20 років, і збрехала йому, що мені 19.» Згідно з власною книгою, жила у двокімнатній квартирі з прийомною матір'ю-хірургинею, яка пізніше померла. Своїх справжніх батьків ніколи не бачила.
Заочно закінчила Мозирський державний педагогічний університет імені І. П. Шамякіна за спеціальністю вчитель біології. Працювала менеджеркою з продажів у Бобруйську.
У лютому 2016 приїхала до Москви з Білорусі, залишивши в Бобруйську 8-річного сина Юру на виховання колишньому чоловікові Миколі Вашукевичу. З 2016 є наложницею гарему Алекса Леслі (Олександр Кирилов, родом із Вітебська) і його "ученицею". Згідно з розслідуванням Фонду боротьби з корупцією, у серпні 2016 вона була присутня на яхті Elden мільярдера Олега Дерипаски у вояжі біля берегів Норвегії.
Веде тренінги зі зваблення. У 2017 в інтерв'ю на телеканалі «ТВ Центр» заявила, що спокусила 6 доларових мільярдерів. У вересні того ж року її ім'я згадували в ЗМІ у зв'язку з Олегом Дерипаскою.
У листопаді 2017 організувала акцію біля Посольства США в підтримку Гарві Вайнштайна у зв'язку з колективними звинуваченнями останнього в сексуальному насильстві.
У 2017 Вашукевич опублікувала книгу «Щоденник зі зваблення мільярдера, або Клон для олігарха», де розповідає про свої стосунки з мільярдером на ім'я Руслан, проте деякі ЗМІ стверджують, що під цим псевдонімом ховається олігарх Олег Дерипаска і що публікація цієї книги сприяла подальшому розлученню Дерипаски з дружиною Поліною, яка є дочкою колишнього керівника адміністрації президента РФ Валентина Юмашева. Про можливість розлучення раніше писали ЗМІ у зв'язку з передачею Поліні Дерипасці 6,9 % акцій групи En+. У розділі зі «Щоденника», продемонстрованому у фільмі Олексія Навального, Вашукевич описує подорож на яхті і нарікає, що «Руслан» грубо віддає дівчат, які не підійшли йому, своїм друзям для сексу і розваг.

## Участь у показах мод
- 27 квітня 2017 — показ дизайнера Андрія Пономарьова в Московському іпподромі.
- 16 квітня 2017 — показ дизайнерки Оксани Негоди в межах тижня моди Естет.

## Книги
- Дневник по соблазнению Миллиардера, или Клон для олигарха. — Эксмо, 2017. — ISBN 978-5-699-93242-9.
- Евротрэш. Соблазнение богатых для бедных. — Эксмо, 2017. Первая публикация: 5 сентября 2017 г. Авторы: Алекс Лесли, Настя Рыбка